# Pteromalus impeditus
Pteromalus impeditus är en stekelart som beskrevs av Walker 1835. Pteromalus impeditus ingår i släktet Pteromalus och familjen puppglanssteklar. Inga underarter finns listade i Catalogue of Life.